# Форт Вошингтон (Пенсилванија)
Форт Вошингтон (енгл. Fort Washington) насељено је место без административног статуса у америчкој савезној држави Пенсилванија.

## Демографија
По попису из 2010. године број становника је 5.446, што је 1.766 (48,0%) становника више него 2000. године.
| Група             | 2000.         | 2010.         |
| Белци             | 3.336 (90,7%) | 4.696 (86,2%) |
| Афроамериканци    | 112 (3,0%)    | 247 (4,5%)    |
| Азијати           | 185 (5,0%)    | 335 (6,2%)    |
| Хиспаноамериканци | 26 (0,7%)     | 97 (1,8%)     |
| Укупно            | 3.680         | 5.446         |